# Bornan
Bornanul (denumit și camfan) este un compus organic din clasa monoterpenelor biciclice cu formula chimică C10H18, derivat de norbornan. Numele său provine de la Borneo, habitatul speciei Cinnamomum camphora din care bornanul și analogii săi au fost extrași.